# Dumbrava de Sus, Mehedinți
Dumbrava de Sus este un sat în comuna Dumbrava din județul Mehedinți, Oltenia, România.